# Johanne Büchting
Johanne Büchting (* 1. April 1924 in Magdeburg; † 4. Januar 2019 in Einbeck) war mehr als fünfzig Jahre ehrenamtlich im Bereich der Hilfe für Heimkehrer, Flüchtlinge aus der DDR sowie Aussiedler und Spätaussiedler engagiert. Sie war Jahrzehnte Vorsitzende und wurde danach Ehrenvorsitzende der Friedlandhilfe e.V. Sie war als erfolgreiche Spendensammlerin bekannt und war Trägerin des Bundesverdienstkreuzes Deutschlands erster Klasse.

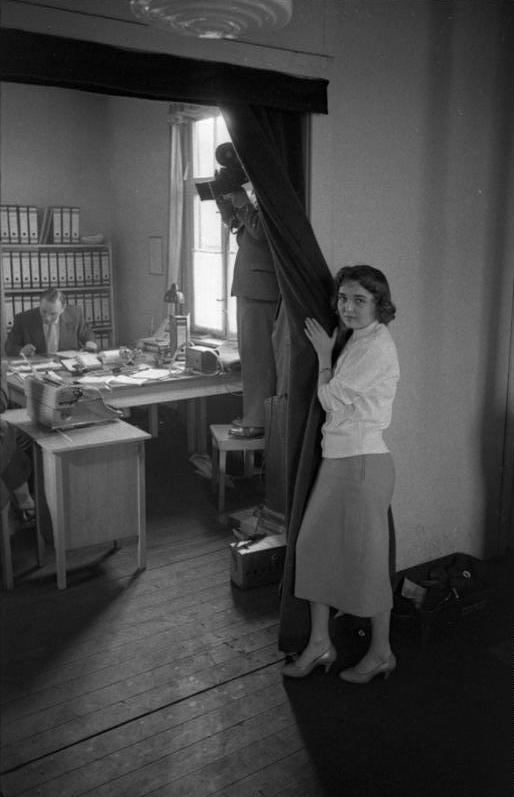
Johanne Büchting

## Leben
Johanne Büchting war die Urenkelin des Matthias Christian Rabbethge. Mit der Familie Rabbethge flüchtete sie nach dem Zweiten Weltkrieg in die Britische Besatzungszone nach Einbeck, wohin die Familie das Saatzucht-Unternehmen Rabbethge & Giesecke AG (heute KWS Saat) verlagerte. Johanne Rabbethge heiratete Carl-Ernst Büchting zuerst im Jahr 1944 und erneut im Jahr 1960. Beide hatten zwei Söhne, einer davon ist Andreas Büchting.
Ab 1954 engagierte sie sich für das Lager Friedland. Nachdem 1957 der Verein Friedlandhilfe gegründet wurde, entfaltete sie dort vielfältiges Wirken u. a. im organisatorischen Bereich. Sie war zeitweise dessen Schatzmeisterin und von 1978 bis 2000 Vorsitzende. In jener Zeit versendete sie 1 Million Briefe mit Spendenbitten und warb damit 100 Millionen DM für die Friedlandhilfe ein.

## Auszeichnungen
- 1979 Bundesverdienstkreuz am Bande
- 1996 Bundesverdienstkreuz 1. Klasse
- Ehrenvorsitzende Friedlandhilfe